# Thures
Thures é uma aldeia pertencente à comuna de Cesana Torinese, na região do Piemonte, província de Turim, em Itália. Dista 4,33 quilómetros de distância da cidade de Cesana Torinese, e situa-se a uma altitude de 1615 metros. De acordo com uma estimativa de 2011, dez residentes vivem na localidade. 

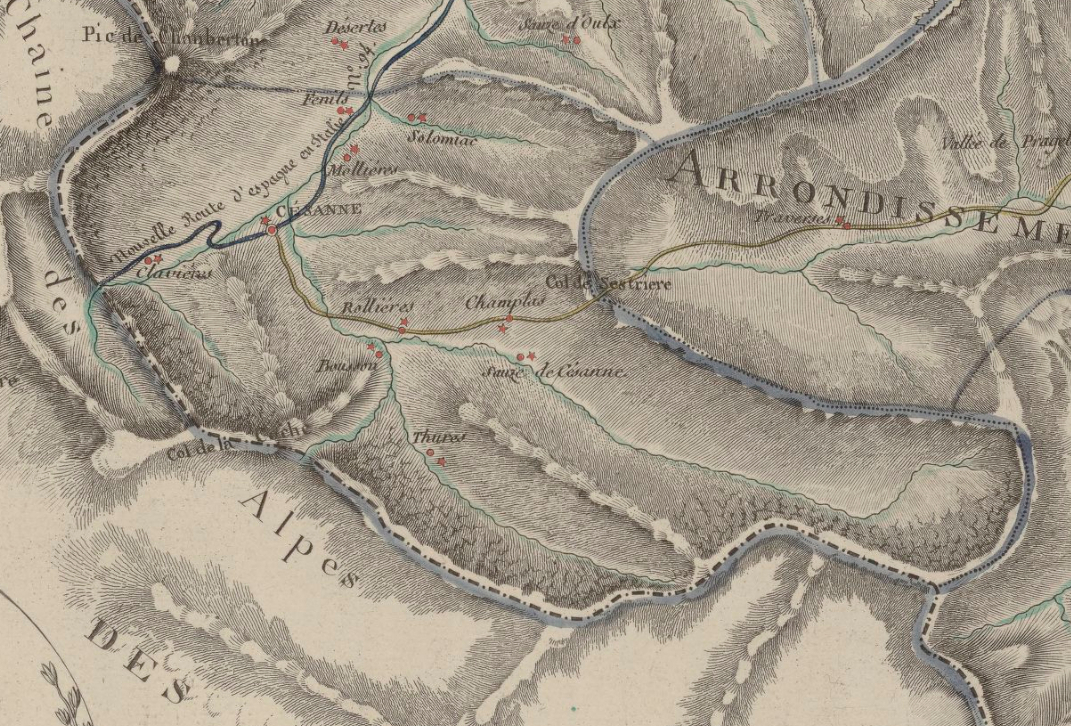
Thures em um mapa de 1808 do Cantão de Césanne (departamento de Po)

## Património
- Igreja de Santa Maria Madalena (Thures)